# Мама, рідна, любима...
«Мама, рідна, любима…» (рос. Мама родная, любимая) — радянський художній фільм 1986 року, знятий на Кіностудії ім. О. Довженка.

## Сюжет
У 18 років Тетяна стала дружиною вдівця Максима і матір'ю його трьох дітей. Але незабаром від рук бандитів гине чоловік, а родичі, прагнучи заволодіти господарством, виганяють її з дому. Через деякий час Тетяна стає дружиною Павла, батька чотирьох дітей, і до 26-ти років народжує від нього трьох синів. Але починається війна, і з нею приходять в будинок більш тяжкі випробування…

## У ролях
- Лідія Яремчук — Тетяна
- Віктор Лазарєв — Ворошилов
- Андрій Харитонов — Іван, син
- Ада Роговцева — Клавдія Михайлівна, доктор
- Станіслав Станкевич — начальник колонії
- Вілорій Пащенко — Павло
- Володимир Талашко — Максим
- Костянтин Степанков — селянин
- Григорій Гладій — Гриша
- Валентина Гришокіна — Оксана
- Дмитро Миргородський — Дмитро, брат Максима
- Микола Олійник — Андрій Андрійович
- Михайло Голубович — Сергій Федорович
- Євген Паперний — Олександр Федорович
- Георгій Дрозд — аферист
- Леонід Яновський — друг Тетяни
- Олександр Толстих — начальник з району
- Андрій Ніколаєв — співробітник НКВД
- Валерій Шептекіта — отець Микола
- Анатолій Барчук — друг родини
- Андрій Мороз — Петя, син
- Світлана Шиляєва — епізод
- Наталія Панчик — епізод
- Людмила Лобза — домробітниця
- Олексій Колесник — співробітник НКВД
- Олександр Катрич — епізод
- Юрій Одинокий — Федя, син
- Костянтин Шамін — епізод
- Валентина Масенко — епізод
- Юрій Мисенков — ад'ютант
- Ірина Кіхтьова — бандитка
- Валерій Дьяченко — бандит
- Віктор Мірошниченко — епізод
- Юрій Нещеретний — Федя, син

## Знімальна група
- Режисер-постановник — Микола Мащенко
- Сценаристи — Іван Драч, Микола Мащенко
- Оператор-постановник — Геннадій Енгстрем
- Композитор — Георгій Дмитрієв
- Художник-постановник — Віталій Лазарєв
- Редакторка — Марина Меднікова